# Округ Сент Клер (Мисури)
Округ Сент Клер (енгл. St. Clair County) је округ у америчкој савезној држави Мисури.

## Демографија
По попису из 2010. године број становника је 9.805, што је 153 (1,6%) становника више него 2000. године.
| Група             | 2000.         | 2010.         |
| Белци             | 9.338 (96,7%) | 9.366 (95,5%) |
| Афроамериканци    | 22 (0,2%)     | 53 (0,5%)     |
| Азијати           | 14 (0,1%)     | 12 (0,1%)     |
| Хиспаноамериканци | 95 (1,0%)     | 170 (1,7%)    |
| Укупно            | 9.652         | 9.805         |